# 多西村
多西村（たさいむら）は東京都の西部、西多摩郡に属していた村。

## 地理
現在のあきる野市の北東部、旧秋川市の北部に位置する。
- 河川：多摩川、平井川、氷沢川

### 隣接していた自治体
- 青梅市
- 西多摩郡東秋留村
- 西多摩郡平井村
- 西多摩郡福生町
- 西多摩郡西多摩村

## 歴史
村名の由来は中近世において存在していた多西郡からと考えられる。

### 村域の変遷
- 1921年（大正10年）4月1日 - 東京府西多摩郡草花村、菅生村、瀬戸岡村、原小宮村が合併し多西村が発足。
- 1943年（昭和18年）7月1日 - 東京都制施行に伴い、東京都の所属となる。
- 1955年（昭和30年）4月1日 - 西多摩郡西秋留村、東秋留村とともに合併し秋多町が発足。同日多西村廃止。

## 行政
- 浦野徳太郎　1921年6月 - 1925年6月
- 小林作蔵　1925年7月 - 1929年7月
- 野口正寿　1929年11月 - 1933年11月
- 小山辰吉　1934年1月 - 1936年11月
- 横田金蔵　1937年4月 - 1938年2月
- 細谷文平　1938年2月 - 1946年11月
- 田中克三　1947年4月 - 1953年5月
- 村木光三　1953年5月 - 1955年3月

## 大字
- 草花（くさばな）
- 菅生（すがお）
- 瀬戸岡（せどおか）
- 原小宮（はらこみや）